# Гемон
Гемон (грец. Άιμον) — син Креонта, наречений Антігони.
Гемон марно намагався переконати батька, що Антігону за поховання Полініка треба не карати, а шанувати. Антігона, замурована в печеру, повісилася, Гемон проткнув себе мечем і помер, обійнявши тіло нареченої. У трагедії Евріпіда «Антігона» (не збереглася) завдяки допомозі бога Діоніса дівчина лишилася в живих і одружилася з Гемоном.